# Lac de Baldegg
Le lac de Baldegg (en allemand Baldeggersee), est un lac suisse, situé dans la partie lucernoise du plateau suisse. C'est une réserve naturelle et la propriété de Pro Natura depuis 2000.

## Histoire
Après son acquisition progressive dès l'an 2000 et, pour certains terrains riverains, jusqu'en 2018, Pro Natura renature six hectares de la rive sud afin de reconstituer l'habitat naturel d'une myriade d'espèces vivant en milieu humide.

## Faune et flore
- Triton lobé ;
- Couleuvre à collier ;
- Chevalier sylvain ;
- Bécassine ;
- Gentiane des marais ;
- Iris de Sibérie.